# IOS 18
iOS 18 è la diciottesima versione del sistema operativo iOS, sviluppato da Apple. È stato annunciato alla Worldwide Developers Conference (WWDC) il 10 giugno 2024 e lo stesso giorno è stata pubblicata la prima beta per gli sviluppatori.

## Caratteristiche

### Interfaccia e nuove funzionalità del sistema
Il nuovo sistema operativo introduce tutta una serie di migliore relative a personalizzazione della schermata home e di blocco e applicazioni pre-installate (es; nuova app password). 

#### Personalizzazione della schermata home
Le icone e i widget sulla Home ora supportano il tema scuro, quindi eventuali sfondi bianchi presenti nelle icone e nei widget vengono trasformati in sfondi scuri. È anche possibile tinteggiare tutte le icone e i widget con colori personalizzati. Le icone e widget si possono disporre liberamente sulla Home, anche in basso, così da evitare di coprire soggetti interessanti prensenti nello Sfondo.
Si può scegliere se avere icone grandi o piccole. Le icone grandi non mostrano i nomi delle app e sono disposte più ravvicinate fra di loro.
Si possono trasformare le singole icone delle app in Widget e viceversa utilizzando l'apposito menù che si apre facendo un tap sull'icona. I widget si possono ridimensionare col dito utilizzando le guide che compaiono negli angoli, anziché dover scegliere il formato del widget da un menù.

#### Personalizzazione del Centro di controllo
È ora possibile disporre e ridimensionare a piacere tutti i controlli presenti nel Centro di Controllo. I controlli si possono organizzare anche in gruppi e passare velocemente da un gruppo all'altro con uno scorrimento di pagina verso il basso o toccando o scorrendo col dito sulle icone dei gruppi disposte a destra su una specie di barra di scorrimento verticale. È possibile aggiungere al centro di controllo anche i controlli sviluppati appositamente per quell'app.
I controlli si aggiungono utilizzando il pulsante "+" presente in alto nel Centro di controllo stesso, senza dover andare nelle Impostazioni. In alto è presente anche un pulsante per spegnere il telefono, così da non dover usare la scomoda combinazione di tasti.
Cambio veloce di rete dati: è ora possibile cambiare al volo la rete dati scegliendo un'altra SIM direttamente dal Centro di controllo.

#### Personalizzazione della schermata di blocco
- Le due app Torcia e Fotocamera presenti nella schermata di blocco si possono sostituire con altre due app a piacere oppure eliminarle.
- L'ora presente nella schermata di blocco può avere una tinta multicolore.

#### Riorganizzazione delle impostazioni
Le impostazioni delle app (e i relativi nomi) sono state spostate tutte dentro al sottomenù app (Impostazioni > App), anziché essere nel menù principale Impostazioni, così da non mischiare le impostazioni dell'OS con quelle delle app e accorciare il menù principale delle impostazioni. In Impostazioni > App è anche presente una casellina di ricerca che consente di ricercare per nome così da raggiungere subito le impostazioni di quell'app. 

#### Modalità gioco
Si attiva automaticamente quando si avvia un gioco e riduce le attività in background del telefono, al fine di aumentare le prestazioni di gioco, massimizzando il frame rate e riducendo al minimo le latenze quando si usa un controller di gioco via Bluetooth o si riproduce l'audio via AirPods.

#### Accessibilità
- Tracciamento occhi: è possibile controllare il telefono con gli occhi muovendo un puntatore che segue il movimento degli occhi.[1]
- Puntini guida durante il movimento dei veicoli: quando si legge qualcosa mentre si è seduti come passeggero in macchina o altro mezzo di trasporto, vengono mostrati sullo schermo dei puntini che seguono il movimento del veicolo in maniera opposta. Questi puntini aiutano il lettore ad annullare gli effetti del movimento del veicolo, riducendo così il tipico malessere di mal d'auto dovuto a una prolungata lettura.
- Musica aptica: rende più accessibile la musica alle persone sorde o con problemi di udito, riproducendo battiti o vibrazioni che seguono il ritmo della musica.
- Comandi vocali: permettono di eseguire comandi vocali e compiti complessi in presenza di parlato atipico, utile ad esempio alle persone affette da paralisi cerebrale o sclerosi laterale amiotrofica (SLA). Per fare questo, vengono utilizzati algoritmi di Intelligenza Artificiale, al fine di riconoscere questi tipi di parlati particolari.
- Azioni sonore: è possibile aggiungere un suono personalizzato che deve essere riprodotto quando si esegue una determinata azione, ad esempio un suono di "click" ogni volta che si apre il Centro di controllo, ecc.

#### Apple Intelligence
Apple Intelligence è l'intelligenza artificiale (AI) sviluppata da Apple integrata in iOS 18 e disponibile dagli iPhone 15 Pro e superiori. I processi di elaborazione e raccolta dati da parte dell'AI avvengono interamente sul dispositivo, tranne nel caso in cui occorre più potenza computazionale e, in tal caso, la computazione avviene su un cloud privato (private cloud compute) senza salvataggio di dati. Nei paesi europei non sarà disponibile alla data di lancio.
- Notifiche prioritarie: Apple Intelligence è in grado di capire quali sono le notifiche prioritarie rispetto ad altre e metterle quindi in cima alla pila delle notifiche.
- Riscrittura di testi: Apple Intelligence è in grado di rielaborare qualsiasi testo digitato nelle varie app e farne dei riassunti; ad esempio, se si sta scrivendo una mail, si può usare Apple Intelligence per riformularne il testo scegliendo lo stile "amichevole", "professionale" o "conciso". Apple Intelligence viene utilizzata direttamente nell'app Mail per creare l'anteprima dei messaggi nella lista dei messaggi.
- Generazione di immagini (Genmoji): Apple Intelligence può generare delle immagini a partire da dei messaggi e da delle foto già esistenti; ad esempio, in Messaggi si possono fare gli auguri di buon compleanno a qualcuno generando una immagine di un personaggio che assomiglia a noi con davanti una torta e dietro dei palloncini. Se si sta scrivendo un articolo per un giornale o blog, si può sostituire una immagine abbozzata con una più realistica e più elaborata. Le immagini possono essere create utilizzando tre stili diversi: "schizzo", "illustrazione" o "cartone animato".
- Compiere azioni: Apple Intelligence può compiere delle azioni in risposta a delle frasi espresse in linguaggio naturale; ad esempio, si può chiedere a Siri di vedere i file che qualcuno ci ha inviato in una determinata data, oppure di vedere le foto in cui compaiono persone ben precise, eccetera.

#### Tastiera
Multi-lingua nella modalità QuickPath: la tastiera adesso supporta più lingue contemporaneamente anche quando si scorre col dito sui tasti (QuickPath). I suggerimenti compaiono in tutte le lingue e non c'è bisogno di cambiare tastiera per avere i suggerimenti nella lingua in cui si sta scrivendo.

#### Gestione della batteria
Avviso di carica lenta: se si sta utilizzando un caricabatterie che è lento a caricare, il grafico del Livello batteria compare di colore arancione in corrispondenza del periodo di utilizzo, così da evidenziare l'avvenuto rallentamento. Inoltre sopra il grafico compare l'avviso "Caricatore lento".

#### SOS Emergenze
SOS Emergenze ora supporta l'invio di registrazioni video live o dal rullino, in modo da aiutare meglio i soccorritori a capire la situazione.

#### iPhone Mirroring
Permette di usare l'iPhone e ricevere le notifiche di iOS sul Mac che si trova nelle vicinanze.

#### Controllo remoto tramite condivisione dello schermo
Quando si condivide lo schermo del telefono con un'altra persona durante una chiamata di Facetime, l'altra persona non solo può vedere lo schermo ma può anche disegnarci sopra e controllare il telefono premendo su tutti gli elementi dell'interfaccia grafica, dopo che si è concessa l'autorizzazione.
Controllo delle distrazioni in Safari
È stata introdotta la nuova funzione "Nascondi distrazioni" in Safari, che consente di nascondere fastidiosi popup di preferenze sui cookies o annunci pubblicitari.

#### Supporto migliorato alle Unità Esterne
È ora possibile formattare le unità esterne collegate all'iPhone. I formati supportati sono APFS (Apple File System), ExFat e MS-DOS (FAT).

#### App di default
Nelle Impostazioni è stato aggiunto un nuovo raccoglitore per cambiare le app predefinite. Sono disponibili nuove categorie per impostare l'app predefinita per le Chiamate, Messaggistica, Password, Installazione app, App contactless, ecc.

### Novità delle app

#### Foto
L'app Foto riceve un importante riprogettazione per consentire di ritrovare più velocemente le foto, senza doverle organizzare in Album. C'è una singola vista con in alto la griglia di foto e in basso la libreria organizzata per cose. Nella griglia di foto, è possibile andare ad una specifica data, ordinare e filtrare per tipo di foto, utilizzando direttamente la barra comandi presente in basso. Grazie all'Intelligenza Artificiale che esegue sul dispositivo, le foto vengono automaticamente organizzate in Collezioni sulla base di argomenti, quali giorni recenti, animali e persone, ricordi, viaggi, ecc. È molto facile ritrovare le foto di un determinato viaggio, selezionando prima la collezione viaggi e poi l'anno in cui si è svolto il viaggio, selezionandolo direttamente dall'apposito filtro posto in alto. È possibile fissare delle collezioni, per averle sempre a portata di mano. Si può scegliere quali collezioni mostrare fra quelle create automaticamente dall'app Foto, quindi rimuoverne alcune, e anche cambiarne l'ordine.
- Pulizia di soggetti: è possibile rimuovere da una foto i soggetti estranei che non sono in primo piano, utilizzando l'apposito strumento di pulizia presente fra gli strumenti di modifica. E sufficiente cerchiare col dito una persona per rimuoverla all'istante dalla foto. Se si cerchia il viso di una persona, viene "sgranato" così da nascondere l'identità della persona.
- Nuove Categorie di foto: assieme ai già esistenti "Importazioni", "Nascosti" ed "Eliminati di recente", si aggiungono le Ricevute, Scritture a mano, Illustrazioni, Codici QR, Salvati di Recente, Modificati di Recente, Visti di recente, Condivisi di recente, Documenti e Mappe. È così possibile trovare più velocemente la foto che serve in quel momento, andandola a cercare in una di queste categorie.
- Modifica della velocità di riproduzione dei video: è ora possibile modificare la velocità di riproduzione dei video.

#### Telefono
- Registrazione delle telefonate: è ora possibile registrare le telefonate e trascriverle dal vivo.
- chiamate Recenti: nuova casellina di ricerca per cercare fra le chiamate Recenti. Quando si tocca sul nome o numero di telefono di una chiamata recente, non parte più la chiamata ma compaiono le informazioni di quella chiamata (durata, data e ora), così da evitare la partenza accidentale delle chiamate; per far partire la chiamata occorre premere sulla piccola icona del telefono posta a destra.
- suggerimenti contatti nel Tastierino: mentre si digita un numero di telefono col Tastierino, vengono suggeriti i contatti trovati.
- Segreteria dal Vivo: ora genera una notifica nel Centro notifiche contenente il riassunto della trascrizione della chiamata ricevuta in segreteria. La Segreteria dal Vivo è disponibile in tutto il mondo.

#### Messaggi
- Invia più tardi: permette di pianificare l'invio automatico di un messaggio ad una certa data e ora.
- Possibilità di formattare il testo nei messaggi in grassetto, corsivo, sottolineato e barrato. Effetti animati per il testo.
- Per le reazioni si può utilizzare una qualsiasi emoji.
- Invio via satellite: è possibile inviare messaggi via satellite quando non sono disponibili le tradizionali reti cellulari e Wi-Fi (su iPhone 14 e superiori), in maniera simile alla funzione "SOS emergenze via satellite" ma ora dentro all'app Messaggi anche in un contesto di non emergenza.
- Supporto del protocollo RCS.

#### Posta
- Categorizzazione automatica dei messaggi di posta: la posta in arrivo viene automaticamente classificata sul dispositivo in base alla categoria di appartenenza, se sono messaggi importanti, se sono messaggi relativi ad acquisti, ad aggiornamenti, di marketing, ecc. Premendo sulle icone delle categorie presenti in alto, vengono mostrati solo i messaggi di quella determinata categoria. È comunque possibile visualizzare tutti i messaggi in un unico gruppo come nelle precedenti versioni di iOS.

#### Calendario
- Nuova vista mensile con la visualizzazione degli eventi del calendario direttamente nelle caselline del calendario, anziché essere mostrati come lista "piatta". In particolare, ci sono 3 modalità di visualizzazione degli eventi: Compatta (con solo dei puntini), Impilata (con delle linee sottili), Dettagliata (con dei rettangoli con all'interno il titolo dell'evento). Si può anche zoomare con 2 dita sul calendario per passare da una modalità all'altra.

#### Promemoria
- Integrazione dei Promemoria con Calendario

#### Siri
- Siri non compare più come sfera in mezzo alla pagina, ma come specie di alone colorato attorno ai bordi dello schermo, così da non coprire la pagina.
- Siri è dotato di Intelligenza Artificiale.
- Promemoria con Siri modificabili: quando si chiede a Siri di impostare un Promemoria, si può modificarlo al volo prima di confermarlo toccando sul fumetto del promemoria per cambiare il testo.
- Rispondere a Siri tramite movimento della testa con AirPods: se si indossano le AirPods Pro, si può rispondere a Siri con un "Sì" o "No" facendo il corrispondente gesto con la testa.

#### Safari
- Contenuti rilevanti in una pagina: quando Safari trova qualcosa di rilevante nella pagina, compaiono delle stelline sopra l'icona presente a sinistra nella barra indirizzi; premendo questa icona con le stelline, vengono mostrate in un riquadro le informazioni rilevanti trovate nella pagina grazie all'Intelligenza Artificiale che esegue sul dispositivo. Per esempio, se in una pagina che parla di vacanze in una data località c'è una foto di un hotel, Safari può mostrare in un piccolo riquadro sovrapposto dove si trova l'hotel e i numeri di telefono per contattarlo, senza che l'utente debba cercarsi queste informazioni sulla pagina o su altri siti.
- Miglioramenti alla Modalità lettura: nella modalità lettura, viene aggiunto un riassunto e un indice dei contenuti se la pagina è molto lunga.
- Miglioramenti alla Gestione delle schede: dalla pagina che mostra le miniature delle schede aperte, si può creare un nuovo gruppo di schede con una gesture di trascinamento pagina da destra verso sinistra.
- Controllo della Distrazione: permette di rimuovere a mano gli elementi di distrazione presenti nella pagina, come banner, pop-up che si sovrappongono e richieste varie.
- Importazione/Esportazione dati di navigazione: è possibile importare ed esportare i dati relativi a Segnalibri, Cronologia, Estensioni, Carte di credito e Password.

#### Password
Le password sono state spostate in un'app Password separata, più sofisticata, che consente di organizzare le credenziali in categorie e che contiene anche le password delle reti Wi-Fi. 
Codice QR della rete Wi-Fi: le password Wi-Fi possono essere condivise con altri utenti tramite la generazione di un codice QR.

#### Calcolatrice
È possibile passare velocemente dalla calcolatrice base a quella scientifica o alle note matematiche, tramite menù che si apre premendo il pulsante calcolatrice che compare in basso. In questo menù c'è anche un interruttore per passare alla modalità convertitore. La calcolatrice scientifica può essere mostrata anche tenendo il telefono in verticale. È stata aggiunta anche la cronologia dei calcoli eseguiti.

#### Freeform
- Scene: è possibile organizzare una lavagna in scene o concetti rappresentati, così da passare velocemente da una scena all'altra.

#### File
- Mantenere scaricato un file di iCloud: è ora possibile scegliere se mantenere scaricato sul dispositivo un file aperto da iCloud anziché tenerlo solo in cache, in modo da evitare di scaricarlo di nuovo.

#### Memo vocali
- Registrazione stereo: è ora possibile registrare l'audio in stereo tramite una nuova impostazione.
- Trascrizione: pulsante per attivare la trascrizione dell'audio.
- Registrazione multitraccia: permette di registrare più tracce audio separate che vengono poi riprodotte e mixate assieme. Si può aggiungere una traccia vocale mentre viene riprodotta una traccia musicale, senza problemi, grazie all'AI che separa la voce che si sta registrando da tutto il resto (richiede iPhone 16 Pro).

#### Meteo
- Meteo di casa e lavoro: gli indirizzi di casa e lavoro vengono automaticamente aggiunti come località per il meteo.
- Temperatura percepita: sotto alla temperatura effettiva può comparire in piccolo anche la temperatura percepita, nel caso in cui vi sia una differenza.

#### Musica
- Cancellazione multipla di canzoni da una playlist tramite selezione.
- Avviso canzone già esistente in una playlist: quando si aggiunge una canzone già esistente in una playlist, compare una richiesta di conferma per proseguire o meno con l'aggiunta.
- SharePlay su altri dispositivi: è ora possibile riprodurre le canzoni tramite SharePlay anche su HomePod, Apple TV e casse Bluetooth.

#### Fotocamera
- Consenti riproduzione audio: nuova impostazione per la fotocamera che consente di non interrompere la riproduzione di tracce audio (es. dall'app Musica) mentre si registra un nuovo video.
- Mantieni impostazioni per i Menu dei controlli: mantiene salvata l'ultima funzione selezionata all'interno della fotocamera (es. Esposizione), così alla prossima riapertura dell'app rimane su quella funzione precedentemente selezionata.
- Possibilità di mettere in pausa i video durante la registrazione.

#### Podcast
- Titoli dei capitoli sopra ai segmenti: è ora possibile vedere i titoli dei capitoli quando si scorre col dito sopra ai vari segmenti dell'episodio.
- Condivisione di Podcast migliorata: quando si condivide un postcast, si può scegliere se condividerlo dall'inizio o dal punto in cui ci si trova in quel momento così da indicare il minuto esatto.

#### Libri
- Linea guida: nuova modalità di lettura tramite una linea di griglia ausiliaria da spostare sopra alle righe per non perdere il segno.
- Regolazione dei margini: nelle opzioni di layout è ora possibile regolare i margini del testo (da -10% a 10%).

#### Salute
- I Preferiti si possono riordinare così da mostrare i vari dati nell'ordine che si vuole (es. prima la sezione che mostra il numero di passi e poi quella relativa alla distanza).
- Nella Cartella clinica è stata aggiunta la possibilità di inserire lo stato di una eventuale gravidanza.

### Sicurezza e privacy

#### Accesso controllato dei contatti da parte delle app
Quando un'app richiede di accedere ai contatti, l'utente può decidere di selezionarne solo alcuni da far vedere all'app, anziché tutti. Da Impostazioni > Privacy > Contatti, per ogni app, si possono aggiungere o rimuovere contatti che l'app può vedere.

#### Bloccare e nascondere le app
È possibile bloccare una qualsiasi app in modo che all'apertura sia richiesta l'autorizzazione Face ID o codice di sblocco. È possibile nascondere un'app installata in modo che non sia visibile, in tal caso tale app finirà in una cartella della Libreria delle app nascoste che per essere visualizzata richiede il Face ID. I contenuti e le notifiche provenienti da queste app bloccate o nascoste non vengono mostrati all'esterno.

#### Private Cloud Compute
È il cloud privato utilizzato da Apple per soddisfare le richieste di elaborazione relativi all'Intelligenza Artificiale, su modelli complessi che non possono essere eseguiti nel dispositivo. Garantisce privacy perché i dati degli utenti non vengono mai immagazzinati o resi accessibili ad Apple ma vengono utilizzati solo per il tempo strettamente necessario a compiere quella specifica elaborazione richiesta in quel momento.

#### Activation Lock Avanzato
L'Activation Lock lega i singoli componenti hardware dell'iPhone, come batteria, schermo, fotocamera, ecc., all'account Apple del proprietario, impedendo così che in caso di furto possano essere riutilizzati. Un componente preso da un altro telefono, per poter essere riutilizzato, richiede l'esplicita approvazione del proprietario originale.

## Dispositivi supportati
iOS 18 è disponibile di serie nei seguenti dispositivi:
iPhone 16
- iPhone 16 / 16 Plus
- iPhone 16 Pro / 16 Pro Max
- iPhone 16e

È invece possibile installare iOS 18 nei seguenti dispositivi:
iPhone 15
- iPhone 15 / 15 Plus
- iPhone 15 Pro / Pro Max

iPhone 14
- iPhone 14 / 14 Plus
- iPhone 14 Pro / Pro Max

iPhone 13
- iPhone 13 / 13 Mini
- iPhone 13 Pro / Pro Max

iPhone 12
- iPhone 12 / 12 Mini
- iPhone 12 Pro / Pro Max

iPhone 11
- iPhone 11
- iPhone 11 Pro / Pro Max

iPhone XS, XR
- iPhone XR

- iPhone XS / XS Max

iPhone SE
- iPhone SE (3ª generazione)
- iPhone SE (2ª generazione)